# Langquaid

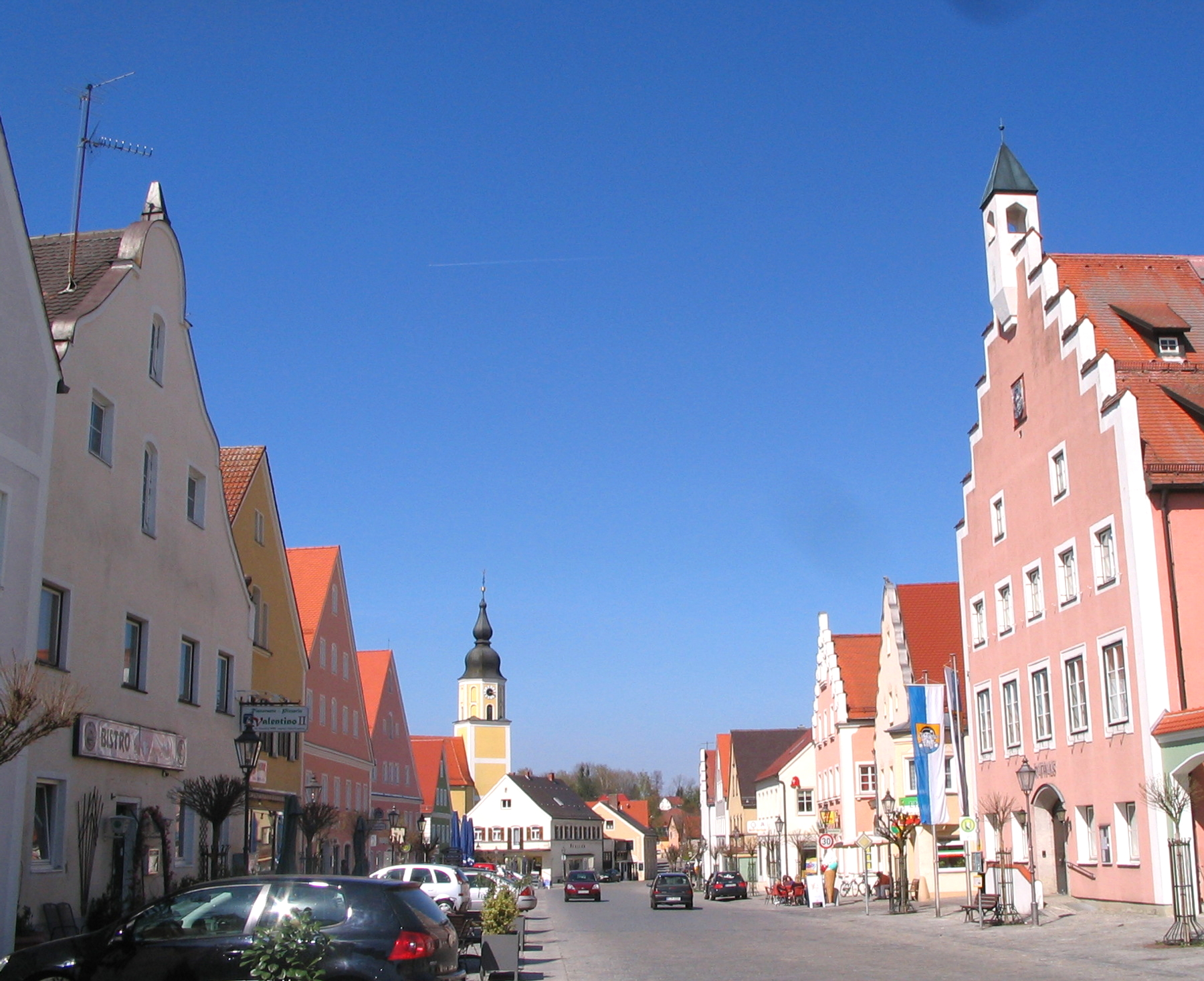
Langquaid

Langquaid este o comună-târg din districtul Kelheim, regiunea administrativă Bavaria Inferioară, landul Bavaria, Germania.
Se află la o altitudine de 389 m deasupra nivelului mării. Are o suprafață de 56,7 km² și 56,77 km². Populația este de 5.733 locuitori, determinată în 30 septembrie 2019, prin actualizare statistică[*].